# Au nom de la loi (RTBF)
Pour les articles homonymes, voir Au nom de la loi.
Au nom de la loi est un magazine d’information de la RTBF produit par le centre de production de Charleroi, diffusé de 1979 à 2005. Ce magazine évoque les grandes affaires judiciaires qui ont traversé l'histoire de la Belgique. 
L’émission est supprimée en juin 2005 à la suite de la réorganisation des centres de production qui voit la suppression des quatre magazines d'information de la RTBF : Au nom de la loi, Autant Savoir, Strip tease et Faits Divers auquel il faut ajouter la suppression du magazine L'Hebdo. En septembre 2004, apparaît en lieu et place le magazine Actuel regroupant tous les anciens journalistes de ces magazines mais ce dernier n'a tenu qu'un an faute d'audience avant d'être remplacé par Questions à la Une qui renoue avec l'investigation. 
Les journalistes de l'émission Au nom de la loi font partie actuellement[Quand ?] de la rédaction du nouveau magazine Dossier Noir qui a été lancé après l'échec d’Actuel et revisite les mêmes thèmes des affaires judiciaires.